# 沃伊內亞薩鄉 (奧爾特縣)
44°17′N 24°8′E / 44.283°N 24.133°E
沃伊內亞薩鄉（羅馬尼亞語：Comuna Voineasa, Olt），是羅馬尼亞的鄉份，位於該國南部，由奧爾特縣負責管轄，處於布加勒斯特以西160公里，每年平均降雨量962毫米，海拔高度147米，2007年人口2,086。